# 1982 în artă
← 1979 în artă — 1980 în artă — 1981 în artă ——  1982 în artă  —— 1983 în artă — 1984 în artă — 1985 în artă →
1982 în artă implică o serie de evenimente:

### Evenimente artistice oriunde

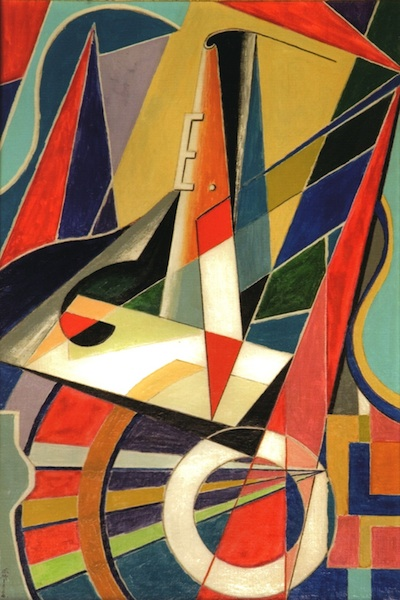
Lettera E – Litera E — Enzo Mainardi,
pictură din 1925

## Evenimente

### Ianuarie-Februarie
- Enzo Mainardi, eseist, scriitor, muzician, poet și pictor, membru important al mișcării artistice futuriste, publică în numărul din ianuarie - februarie al revistei Il Futurismo Oggi – Futurismul azi, eseul Poesia ritratto identikit di Boccioni – Poezia portret identik a lui Boccioni, Roma, anul XIV, n. 1 – 2, p. 7.

### Mai
- 23 mai – Animațiile cartoonist-ul Gerald Scarfe joacă un rol major în succesul versiunii filmice a celebrului album muzical The Wall, al trupei muzicale britanice Pink Floyd, film care fusese lansat în această zi.

### Iulie
- 22 iulie – O statuie de bronz, din 1847, a politicianului britanic William Huskisson, realizată de sculptorul galez John Gibson, este scoasă în toiul nopții, de pe plinta sa originală din Liverpool ( Anglia), de către un grup de activiști, datorită susținerii sclaviei și a comerțului cu sclavi de către subiectul statuii.[1]

### Decembrie
- 28 decembrie – În procesul Snow versus Eaton Center Limited s-a decis, de către Ontario High Court of Justice – Curtea Supremă de Justiție a provinciei Ontario ( Ontario), că „artistul are dreptul asupra integrității operei sale.”

### Fără date precise
- Andy Warhol „se îndrăgostește” de trupa britanică Duran Duran, la un concert al trupei Blondie.

- Fotografa americană Jacqueline Livingston deschide propria sa expoziție personală, în New York's Soho, intitulată "A One Artist Gallery" – Galeria unui artist, prezentând un grup de lucrări noi, în fiecare lună, timp de un an întreg. Livingston și galeria sa sunt plasate sub „vizorul” FBI-ului, datorită unor acuzații de pornografie infantilă.[2]

## Premii
- Archibald Prize — Arthur Murch – Bonar Dunlop

## Filme
Informații suplimentare: 1982 în film

## Galerie de imagini
- Lucrări reprezentative